# ميجان مارشال
ميجان مارشال (بالإنجليزية: Megan Marshall)‏ هي كاتِبة أمريكية، ولدت في 8 يونيو 1954 في أوكلاند في الولايات المتحدة.